# Реюнионски нелетящ ибис
Реюнионският нелетящ ибис (Threskiornis solitarius) е изчезнал вид птица от семейство Ибисови (Threskiornithidae). Видът е изчезнал през 18 век. Обитавал е вулканичният остров Реюнион намиращ се в Индийския океан.

## Описание
Имал е сиво-бяло оперение с черни връхчета на крилата и перата на опашката, дълга шия и крака. Притежавал е ограничени възможности за полет.